# C2orf27B
C2orf27B (англ. Chromosome 2 open reading frame 27A) – білок, який кодується однойменним геном, розташованим у людей на 2-й хромосомі. Довжина поліпептидного ланцюга білка становить 203 амінокислот, а молекулярна маса — 21 517.
| 10         |  | 20         |  | 30         |  | 40         |  | 50         |
| ---------- |  | ---------- |  | ---------- |  | ---------- |  | ---------- |
| MTVKWKQLSA |  | PASGAEIQRF |  | PVPAVEPVPA |  | PGADSPPGTA |  | LELEEAPEPS |
| CRCPGTAQDQ |  | PSEELPDFMA |  | PPVEPPASAL |  | ELKVWLELEV |  | AERGGQHSSS |
| QQLPHCSQSW |  | AQWKLWRQRP |  | GFAIWAPLPH |  | WRGTSLIQQS |  | SSPAAEGPAA |
| TAAGAVCLPA |  | GGAGEQEKEP |  | VSRGSSRSSC |  | SQRRPPPPGM |  | EVCPQLGIWA |
| ICP        |  |            |  |            |  |            |  |            |

A: Аланін

C: Цистеїн

D: Аспарагінова кислота

E: Глутамінова кислота

F: Фенілаланін

G: Гліцин

H: Гістидин

I: Ізолейцин

K: Лізин

L: Лейцин

M: Метіонін

P: Пролін

Q: Глутамін

R: Аргінін

S: Серин

T: Треонін

V: Валін

Задіяний у такому біологічному процесі, як альтернативний сплайсинг. 